# George L. Harrison
Pour les articles homonymes, voir George Harrison et Harrison.
George Leslie Harrison, né à San Francisco le 26 janvier 1887 – décédé à Washington le 5 mars 1958, est un banquier américain, directeur d'une société d'assurance et conseiller de Henry L. Stimson, Secrétaire à la Guerre des États-Unis durant la Seconde Guerre mondiale.

## Biographie
Né à San Francisco en Californie le 26 janvier 1887, il fait ses études à l'université Yale et à la faculté de droit de Harvard. En 1909, à Yale, il est élu membre de la société secrète Skull and Bones. Après l'obtention de ses diplômes de droit, Harrison est law clerk pendant un an d'Oliver Wendell Holmes, juge à la Cour suprême des États-Unis.
Après avoir servi comme conseiller général du Conseil des gouverneurs de la Réserve fédérale des États-Unis, Harrison sert comme président de la Federal Reserve Bank of New York pendant 13 ans à partir de 1928. Il quitte cette fonction en 1941 pour devenir président de la New York Life Insurance Company. Au cours de la Seconde Guerre mondiale, il est assistant spécial du secrétaire d'État Henry L. Stimson pour les questions relatives au développement de la bombe atomique. Il est avec Stimson l'un des huit membres du comité intérimaire qui examine les problèmes qui doivent résulter de la création de la bombe et qui recommande l'utilisation militaire directe de la bombe contre le Japon sans avertissement spécifique. Harrison préside le comité en l'absence de Stimson.
Harrison retrouve sa position à la New York Life après la guerre et devient président du conseil d'administration de la société en 1948.
Il meurt en 1958 et est enterré au Rock Creek Cemetery (en) à Washington, DC.

## Source de la traduction
- (en) Cet article est partiellement ou en totalité issu de l’article de Wikipédia en anglais intitulé « George L. Harrison » (voir la liste des auteurs).